# Siodełko nad Czołówką
Siodełko nad Czołówką (ok. 1820 m) – przełączka w dolnej części Mięguszowieckiego Filara w Tatrach Polskich pomiędzy Niżnią Turnią nad Maszynką (ok. 1820 m) a Pośrednią Turnią nad Maszynką (ok. 1915 m). Jest to trawiaste, minimalnie tylko wcięte siodełko znajdujące się tuż po południowo-zachodniej stronie porośniętej kosodrzewiną Niżniej Turni nad Maszynką. Z siodełka na zachód, do Małego Bańdziocha opada trawiasty Zachód Wallischa. Na wschód, do dolnej części Maszynki do Mięsa opada natomiast wybitny Żleb Ratowników.
Przez Siodełko nad Czołówką prowadzi dość wygodne zejście z bardzo popularnej wśród taterników Czołówki MSW, ci jednak po pokonaniu jej ściany wolą zjeżdżać na linie, niż schodzić. Siodełko przechodzone jest niemal wyłącznie podczas przejścia granią Mięguszowieckiego Filara. Czasami na Siodełku nad Czołówką bywają ratownicy TOPR-u (gdy pogoda uniemożliwia użycie helikoptera). Przejście siodełkiem może też mieć znaczenie dla taterników przy zagubieniu liny i niemożności zjeżdżania. Na ściankach wokół przełączki zamontowano 5 spitów z plakietkami.
Autorem nazwy przełęczy jest Władysław Cywiński. Nawiązuje ona do Czołówki MSW.